# Tristerix longebracteatus
Tristerix longebracteatus är en tvåhjärtbladig växtart som först beskrevs av Louis Auguste Joseph Desrousseaux, och fick sitt nu gällande namn av Barlow & Wiens. Tristerix longebracteatus ingår i släktet Tristerix och familjen Loranthaceae. Inga underarter finns listade i Catalogue of Life.